# Hypercompe perplexa
Hypercompe perplexa är en fjärilsart som beskrevs av William Schaus 1911. Hypercompe perplexa ingår i släktet Hypercompe och familjen björnspinnare. Inga underarter finns listade i Catalogue of Life.